# Bernd Hemmen
Bernd Hemmen ist ein ehemaliger deutscher Basketballspieler.

## Werdegang
Hemmen wurde 1981 an der Seite von Gunther Behnke und Bernd Kater mit TuS 04 Leverkusen deutscher A-Jugendmeister. 1981/82 weilte er an der Centralia High School im US-Bundesstaat Washington. In der Basketball-Bundesliga bestritt Hemmen für Leverkusen in der Saison 1983/84 19 Einsätze, in denen er insgesamt 19 Punkte erzielte. Zum Spieljahr 1984/85 wechselte der Flügelspieler innerhalb der Bundesliga zum 1. FC 01 Bamberg und blieb dort ein Jahr. 1985/86 trat Hemmen mit dem VfL Jahn Bamberg in der 2. Basketball-Bundesliga Süd an.